# Lenkei Henrik
Lenkei Henrik (született: Gutmann Henrik, Pécs, 1863. június 26. – Budapest, 1943. július 5.) főreáliskolai tanár, író, műfordító.

## Élete
Atyja Gutmann Joakim morvaországi származású elemi mintaiskolai tanító, később a Fünfkirchner Zeitung szerkesztője volt, anyja Fuchs Regina. A főgimnáziumot szülővárosában végezte, majd 1880-ban a Budapesti Tudományegyetem orvosi karára iratkozott be, de már egy év múlva a bölcseleti karra ment át. 1887-ben németből, magyarból és bölcseletből tanári vizsgát tett. 
1886-87-ban egy évig a pozsonyi kereskedelmi akadémián működött mint segédtanár; 1887-ben a budapesti V. kerületi állami főreáliskolánál helyettes tanár lett, 1893. december 31-től ugyanott volt rendes tanár. Gutmann családi nevét 1881-ben változtatta Lenkeire. A szabad líceumnak osztálytitkára s egyik alapítója; osztálytitkára volt az izraelita magyar irodalmi társulatnak. Beutazta Németországot, s hosszabb ideig tartózkodott Párizsban, Koppenhágában, Velencében, Milánóban, Stockholmban. Drámáiért 1911-ben és 1918-ban Teleki-díjjal tüntették ki.
Házastársa Auer Terézia (1881–1962) volt, akit 1915. december 26-án Budapesten, az Erzsébetvárosban vett nőül. 1920-ban elváltak, majd egy évvel később ismét házasságot kötöttek.
Költeményei, rajzai s tárcacikkei a fővárosi és vidéki szépirodalmi lapokban, így a Fővárosi Lapokban (1881. első költeménye), a Képes Családi Lapokban (1888., 1894.), az Életben (1891. A természet a magyar költészetben) sat. 1889-ben A művész búcsúja című költemény akadémiai dicséretben részesült, 1890-ben pedig Csetepaték című verses vígjátéka a Karácsonyi pályázaton második helyen említtetett. A Magazin für die Literatur des In- und Auslandesben cikksorozatban ismertette a jelen magyar szépirodalmat; a Franz Joseph I. und seine Zeit. Wien, 1899. c. munkában a magyar irodalom és költészet e századi állapotáról írt.

## Munkái
- Költemények. Budapest, 1886. (Ism. Főv. Lapok 274. sz.)
- Gábor mester. Budapest, 1888. (Monologok 16.)
- Petőfi és a természet. Budapest, 1892. (Ism. Budapesti Szemle XCII. Egylet. Philolog. Közlöny, Badics Ferencz, Főv. Lapok 28. szl., Irodalomtört. Közlemények, Nemzet 93. sz., Orsz. Tanáregylet Közlönye, Élet 303. 1.)
- Mák Jakab. Uo. 1893. (Költemény. «A Hét» kiadása.)
- Ujabb költemények 1886-1894. Uo. 1895. (Hét 1894. 47., Vasárnapi Ujság 48., Élet 7., Jókai 48. sz., Hazánk 1895. 38. sz., Nemzet 55., Főv. Lapok 16., M. Salon XXII. k., M. Géniusz 5., Egyetértés 169.)
- Lenkei Henrik–Velszi Bárd [Wallesz Jenő]: A mulató Budapest; Singer-Wolfner, Budapest, 1896 (franciául, németül is)
- Kain halála. Drámai költemény. Uo. 1899. (Ism. Vasárnapi Ujság 8., Nemzet 164., M. Kritika 13. sz.)
- A közelgő nyár. Egy papucshős panaszai; Singer és Wolfner, Budapest, 1900 (Monológok Víg és komoly magánjelenetek)
- Dal a "más"-ról. Monolog. Uo. 1900.
- Verses felköszöntő, gyermekek részére. Uo. 1900.
- Válogatott költemények. Uo. 1900.
- Petőfi románczai, magyarázatokkal. Uo. 1900.
- Lessing's Laookoon, magyarázatokkal. Uo. 1900. (Német-franczia Könyvtár. A 7-11. sz. sajtó alatt.)
- Lenkei Henrik–Roboz Andor: Köszöntőkönyv; Athenaeum, Budapest, 1901
- Csetepaté. Vígjáték; Singer-Wolfner, Budapest, 1904 (Műkedvelők színháza)
- Új versek. 1894-1904; Pallas, Budapest, 1904
- Heinrich Lenkei: Meister Caron. Komödie; Akademischer, Wien–Leipzig, 1907
- Az én hőseim; Franklin, Budapest, 1910
- Lenkei Henrik–Szilágyi Géza: Májusi fagy. Színmű; Politzer, Budapest, 1911 (Modern könyvtár)
- Évgyűrűk. Versek. Budapest, 1914. (Ism. Sebestyén Károly. Hét 11. sz.) Online
- A nagy előjáték. Drámai költemény; Pfeifer, Budapest, 1927
- Goethe szelleme. Ünnepi költemény; Magyar Goethe-Társaság, Budapest, 1929
- Isten tábora; IMIT, Budapest, 1931 (Izraelita Magyar Irodalmi Társulat kiadványai)
- A szépség temploma. Regény; Légrády, Budapest, 1931 (Pesti Hírlap könyvek 180.)
- A "Könyves Kálmán" "az előítéletek legyőzéséhez" címzett szabadkőműves páholy története 1872-1932; szerzői, Budapest, 1932
- Utolsó roham. Lenkei Henrik újabb művei, 1-2.; Szőllősi Zsigmond, Budapest, 1933
- Az élet ormán. Derengések; Hungária, Budapest, 1938
- Képek a múltból; Kalász Ny., Budapest, 1943

Szerkesztette a Fünfkirchner Zeitungot fél évig és az Élet című havi, utóbb félhavi s heti szemlének társszerkesztője volt 1892-95-ig.

### Drámái
- Csetepaté (1904);
- Meister Caron (1907);
- Lenkei Henrik–Szilágyi Géza: Májusi fagy. Színmű; Politzer, Bp., 1911 (Modern könyvtár) Online
- Leáldozás (1911);
- Kató bosszúja (1918).